# Margareta Pålsson
Ingegerd Margareta Pålsson, född Carlsson 18 augusti 1949 i Riseberga församling i Kristianstads län, är en svensk politiker (moderat) och ämbetsman. Hon var ordinarie riksdagsledamot 2002–2012, invald för Skåne läns norra och östra valkrets, och landshövding i Skåne län 2012–2016.
I riksdagen var Pålsson ordförande i utbildningsutskottet 2010–2012 och Moderaternas talesperson i utbildningspolitiska frågor. Hon var tidigare förbundsordförande för Moderaterna i Skåne och kommunstyrelsens ordförande i Åstorps kommun 1992–1994.
Sedan den 10 april 2017 är hon ordförande för Moderata Seniorer och därmed ledamot av Moderaternas partistyrelse.

## Biografi
Margareta Pålssons far och farfar var anställda vid F 5 Ljungbyhed. Efter studentexamen 1968 arbetade hon bland annat nio år som lagerchef i en möbelhandelskedja. Därefter utbildade hon sig till lågstadielärare i Malmö.
Margareta Pålsson bor i Kärreberga, och är gift med byggmästare Lars Pålsson.[källa behövs]

## Politiska engagemang
Efter engagemang i kyrkopolitik i Kvidinge blev hon ledamot av i Åstorps kommunfullmäktige 1985 och var 1992–1994 kommunstyrelsens ordförande. Hon var därefter oppositionsledare till 2002. Hon var ordförande för Kommunförbundet Skåne 1999-2003.
Mellan åren 2004 och 2007 var hon ordförande för Moderaterna i Skåne och dessförinnan ordförande för Moderaterna i dåvarande Kristianstads län.
År 2002 valdes Pålsson in i riksdagen. Där var hon först ledamot i bostadsutskottet och sedan hösten 2004 i utbildningsutskottet. År 2006 blev hon gruppledare för Moderaterna i utbildningsutskottet och 2010–2012 utskottets ordförande.
Hon var vice gruppledare i Moderaternas riksdagsgrupps förtroenderåd och därmed ledamot i riksdagsstyrelsen och i krigsdelegationen.

## Utmärkelser
- Sveriges riksdags medalj i guld av 8:e storleken (2012)[6]